# Nick Bonino
Nicholas Lawrence Bonino (Unionville, 20 aprile 1988) è un hockeista su ghiaccio statunitense che gioca come attaccante nella National Hockey League con i Nashville Predators.

## Carriera
Dal 2005 Bonino giocò con l'Avon Old Farms, squadra con cui vinse nel 2007 il titolo del New England. Bonino proseguì la propria avventura presso la Boston University conquistando nel 2009 il titolo nazionale della NCAA contro la Miami University.
Fu scelto dai San Jose Sharks al sesto giro in 173ª posizione assoluta in occasione dell'NHL Entry Draft 2007. Il 4 marzo 2009 i suoi diritti furono ceduti agli Anaheim Ducks insieme a quelli del portiere Timo Pielmeier in cambio di Travis Moen e di Kent Huskins. Il 21 marzo 2010 Bonino firmò un contratto biennale di tipo entry-level con gli Anaheim Ducks. Dopo la firma con i Ducks Bonino fece subito il proprio esordio in NHL il 26 marzo 2010 contro gli Edmonton Oilers. La prima rete in carriera in NHL giunse nell'incontro successivo, tre sere più tardi, nella partita contro i Dallas Stars, su assist di Teemu Selänne.
Nelle due stagioni successive alternò le presenze con i Ducks in NHL con quelle presso i Syracuse Crunch, formazione affiliata in American Hockey League. Il 12 luglio 2012 fu ufficializzato il rinnovo del proprio contratto per altre due stagioni. Durante il lockout della stagione 2012-2013 fu ingaggiato dall'HC Egna, formazione della Serie A2 italiana. Nel dicembre del 2012 fu annunciata la sua partecipazione alla Coppa Spengler con la formazione tedesca degli Adler Mannheim. Bonino concluse all'inizio del 2013 la propria avventura italiana con 19 partite giocate e 52 punti, prima di fare ritorno ad Anaheim.
Nel giugno del 2014 passò, assieme a Luca Sbisa, dai Ducks ai Vancouver Canucks, in cambio di Ryan Kesler e di un contestuale scabio di scelte al draft. L'esperienza coi canadesi durò una stagione: nell'estate 2015 entrò in uno scambio che lo portò ai Pittsburgh Penguins, con cui vinse due Stanley Cup nelle due stagioni successive.
Terminato il contratto coi Penguins, nell'estate del 2017 firmò un quadriennale coi Nashville Predators.

### Nazionale
Ha fatto parte della nazionale degli Stati Uniti al campionato mondiale di hockey su ghiaccio 2015, chiuso al terzo posto.

## Palmarès

### Giovanile
- NCAA Championship: 1

Boston University: 2008-2009
- NCAA Hockey East: 1

Boston University: 2008-2009

### Club
- Stanley Cup: 2

Penguins: 2015-2016, 2016-2017